# Beschanizy
Beschanizy (russisch Бежа́ницы) ist eine Siedlung städtischen Typs in der Oblast Pskow in Russland mit 4333 Einwohnern (Stand 14. Oktober 2010).

## Geographie

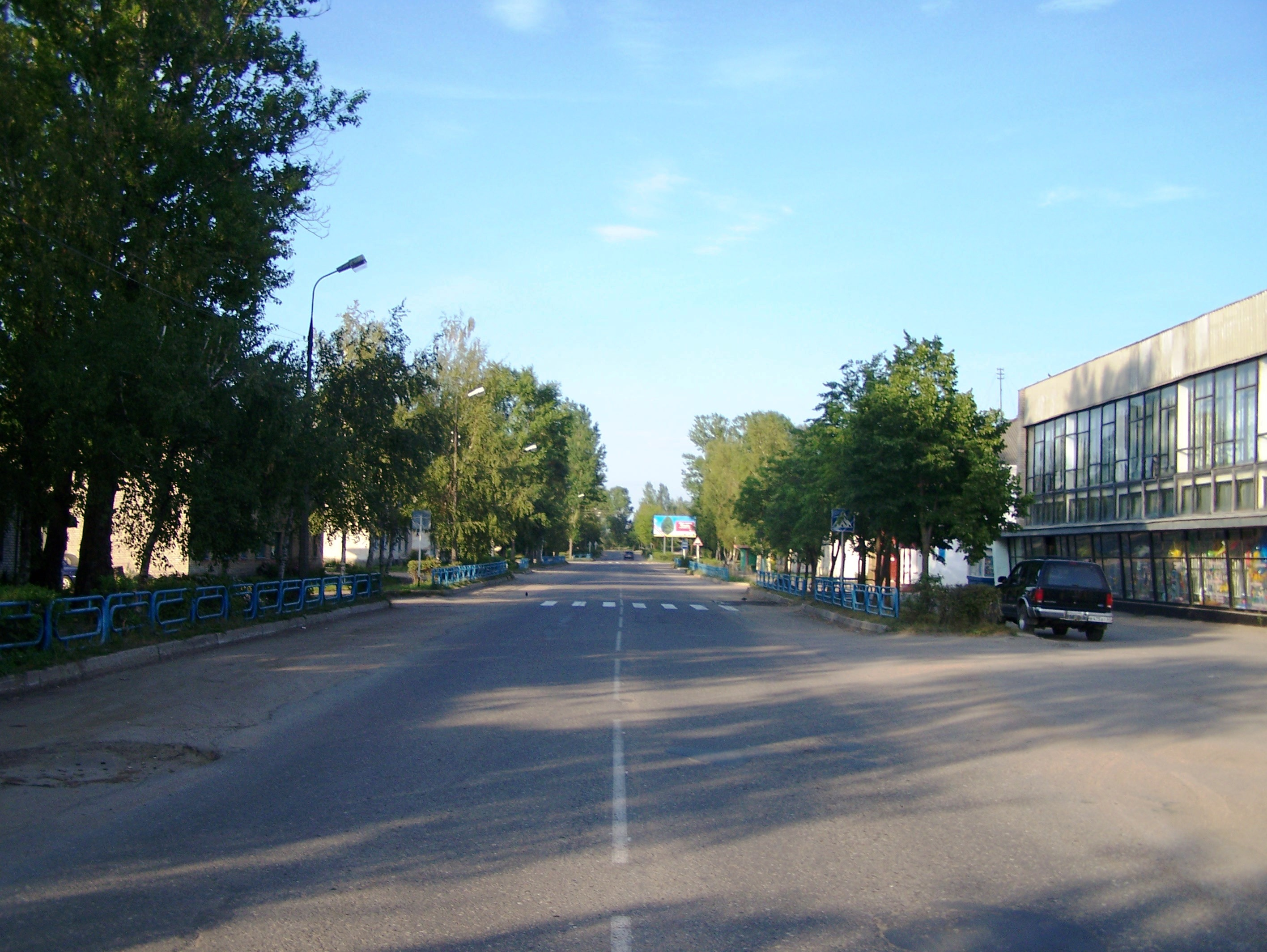
Hauptstraße von Beschanizy

Der Ort liegt etwa 130 km Luftlinie südöstlich des Oblastverwaltungszentrums Pskow. Einige Kilometer entspringt der linke Sorot-Nebenfluss Lsta.
Beschanizy ist Verwaltungszentrum des Rajons Beschanizki. Es ist Sitz und einzige Ortschaft der Stadtgemeinde (gorodskoje posselenije) Beschanizy, außerdem Sitz der Landgemeinde Beschanizkoje selskoje posselenije, gehört aber selbst nicht zu dieser.

## Geschichte
Der Ort wurde im 16. Jahrhundert gegründet. 1777 wurde er Verwaltungssitz einer Wolost des Ujesds Noworschew.
Am 1. August 1927 wurde Beschanizy Sitz eines neu geschaffenen, nach ihm benannten Rajons. Im Zweiten Weltkrieg war Beschanizy  vom 18. Juli 1941 bis 27. Februar 1944 von der deutschen Wehrmacht besetzt. Am 7. August 1961 erhielt der Ort den Status einer Siedlung städtischen Typs.

### Bevölkerungsentwicklung
| Jahr | Einwohner |
| ---- | --------- |
| 1939 | 1382      |
| 1959 | 1331      |
| 1970 | 4771      |
| 1979 | 5265      |
| 1989 | 6789      |
| 2002 | 4846      |
| 2010 | 4333      |

Anmerkung: Volkszählungsdaten

## Verkehr
Vier Kilometer nordöstlich von Beschanizy befindet sich beim gleichnamigen Dorf die Station Suschtschewo bei Kilometer 340 der auf diesem Abschnitt im September 1901 eröffneten Eisenbahnstrecke Sankt Petersburg – Nowosokolniki – Newel – Wizebsk.
Die Siedlung liegt an der Regionalstraße 58K-019, die aus westlicher Richtung von Puschkinskije Gory über Noworschew kommend weiter in das südöstlich benachbarte Rajonzentrum Loknja führt. Nordwestlich zweigt die 58K-018 über Dedowitschi nach Porchow an der föderalen Fernstraße R56 ab. Nach Südwesten verläuft die 58K-004 in Richtung Opotschka an der R23.